# Worship of the Gods
Worship of the Gods es el segundo álbum larga duración de la banda argentina de metal pagano, folk metal, Tersivel. Se lanzó el 27 de octubre de 2017. El álbum trata sobre Juliano, más conocido como Juliano el Apóstata, quien Fue emperador de los romanos desde el 3 de noviembre de 361 hasta su muerte. Renegó públicamente del cristianismo, declarándose pagano y neoplatónico, motivo por el cual fue tratado de apóstata,  y llevó a cabo una activa política religiosa, tratando de reavivar la declinante religión pagana según sus propias ideas, y de impedir la expansión del cristianismo, pero fracasó.

## Lista de canciones
Toda la música compuesta por Lian Gerbino y Franco Robert. Letras escritas por Lian Gerbino, excepto los tracks 1 (por Amiano Marcelino), 9 (por Algernon Charles Swinburne) y 10 (por Juliano). 
| N.º | Título                          | Duración |  |
| 1.  | «Deorum Statui Cultum»          | 1:20     |  |
| 2.  | «Argentoratum»                  | 5:04     |  |
| 3.  | «This Day with Pride»           | 5:57     |  |
| 4.  | «Live to Fight»                 | 7:18     |  |
| 5.  | «Hymn to King Helios»           | 6:47     |  |
| 6.  | «Eleusinian Mysteries 354 A.D.» | 1:46     |  |
| 7.  | «Satyrs Wine»                   | 3:30     |  |
| 8.  | «Dignitas»                      | 4:20     |  |
| 9.  | «Proserpina»                    | 4:02     |  |
| 10. | «Bacchus»                       | 1:13     |  |
| 11. | «Walls of Ctesiphon»            | 4:58     |  |
| 12. | «Vicisti Galilaee»              | 12:40    |  |

## Créditos
Tersivel
- Lian Gerbino – Guitarras eléctricas, guitarras acústicas y voz
- Franco Robert – Teclados, piano, acordeón y coros
- Camilo Torrado – Bajo y coros
- Andrés Gualco – Batería y percusión

Músicos adicionales y producción
- Lucas Gerbino – Derbake en tracks 1 y 7
- Fabricio Faccioli – Voces guturales en track 3
- Lian Gerbino – Ingeniero de sonido, mezcla de audio, masterización